# Klasztor klarysek w Krakowie
Klasztor klarysek w Krakowie – klasztor sióstr klarysek znajdujący się w Krakowie, przy ul. Grodzkiej 54, na Starym Mieście.
Leży w archidiecezji krakowskiej.

## Historia
Klasztor został założony w 1245 przez bł. Salomeę, córkę Leszka Białego i pierwszą polską klaryskę. Był to pierwszy klasztor tego zakonu na ziemiach polskich. Początkowo mieścił się on w Zawichoście, a przy klasztorze otworzono szpital. Pierwsze siostry przybyły z klasztoru klarysek w Pradze.
W późniejszych latach klasztor przeniósł się do podkrakowskiej Skały. W 1316 książę krakowski Władysław I Łokietek ofiarował klaryskom klasztor przy kościele św. Andrzeja Apostoła na Okole (kilkadziesiąt lat później włączonemu do Krakowa), w którym pozostają do dziś.
Po rozbiorach Polski zaborca austriacki pozbawił klasztor posiadłości ziemskich, z których dotychczas się utrzymywał. Rząd austriacki wymógł, aby siostry podjęły pracę na rzecz społeczności lub rozwiązały wspólnotę. Dlatego w 1802 zdecydowano przy klasztorze utworzyć szkołę dla dziewcząt. Obowiązki nauczyciela ograniczały jednak możliwość prowadzenia życia kontemplacyjnego.
W latach 1927–1928 w klasztorze przebywała, jako kandydatka do zakonu, Rozalia Celakówna, pielęgniarka i mistyczka.
W czasie II wojny światowej w klasztorze zamieszkały również dominikanki, józefitki obrządku greckokatolickiego i szarytki, które okupant niemiecki usunął ze swoich klasztorów, a także kilka rodzin. Siostry udzielały również pomocy potrzebującym.
Po nastaniu komunizmu znacjonalizowano resztki posiadłości ziemskich klasztoru oraz w 1951 nakazano zamknąć szkołę. Paradoksalnie likwidacja szkoły spowodowała, że siostry mogły wrócić do klauzury papieskiej.

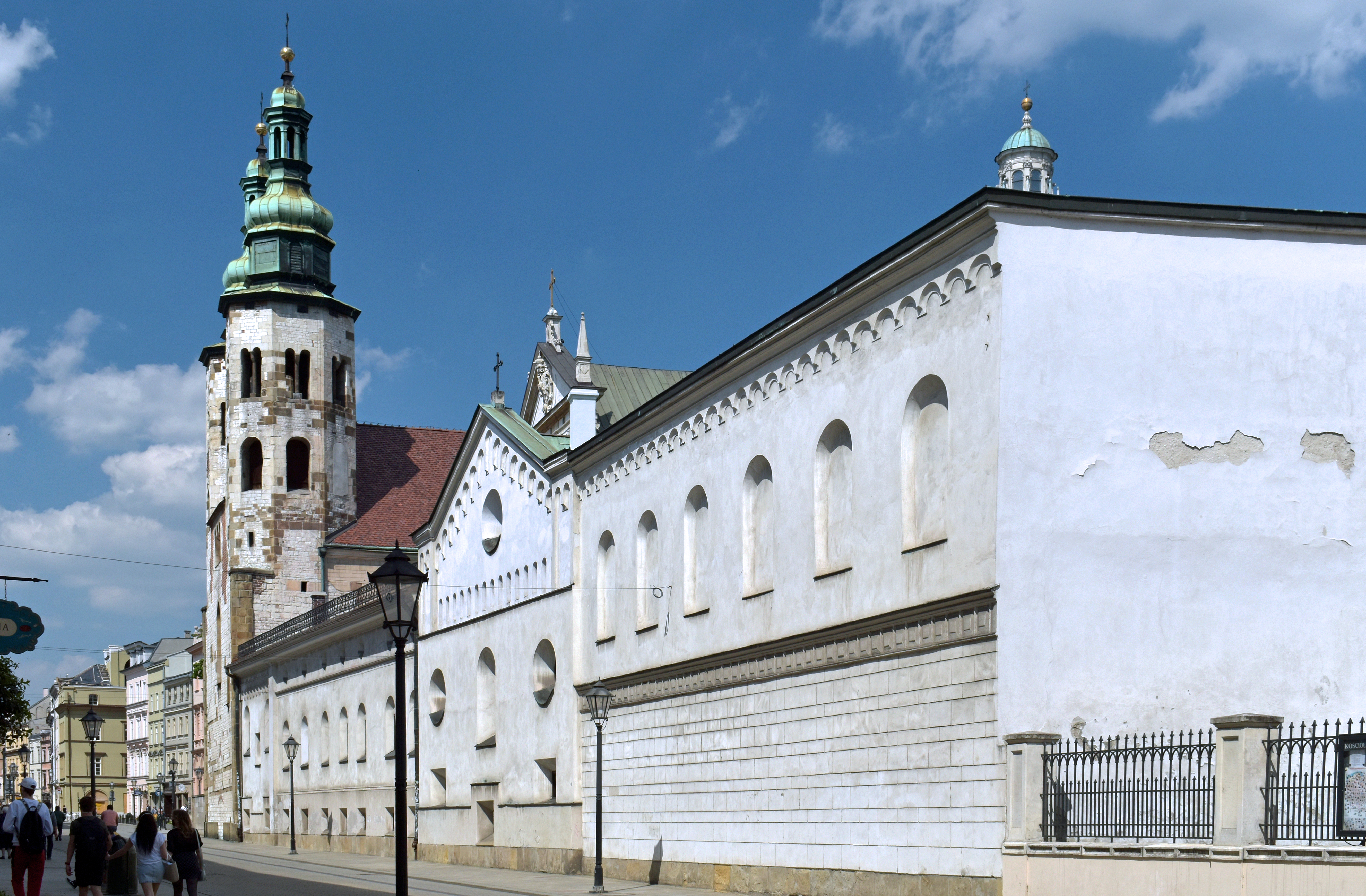
Klasztor i kościół św. Andrzeja widziane z ul. Grodzkiej.

## Znane klaryski krakowskie
- bł. Salomea